# Росцишево (Мазовецьке воєводство)
Росцишево (пол. Rościszewo) — село в Польщі, у гміні Росьцишево Серпецького повіту Мазовецького воєводства.
Населення — 813 осіб (2011).
У 1975-1998 роках село належало до Плоцького воєводства.

## Демографія
Демографічна структура станом на 31 березня 2011 року:
|          | Загалом | Допрацездатний вік | Працездатний вік | Постпрацездатний вік |
| -------- | ------- | ------------------ | ---------------- | -------------------- |
| Чоловіки | 402     | 82                 | 282              | 38                   |
| Жінки    | 411     | 88                 | 237              | 86                   |
| Разом    | 813     | 170                | 519              | 124                  |